# كاميلا أندرادي
كاميلا أندرادي (بالإسبانية: Camila Andrade)‏ هي عارضة تشيلية، ولدت في 2 يناير 1991 في كونثبثيون في تشيلي.